# Dialetto di Gyeongsang
Dialetto di Gyeongsang (anche detto Kyŏngsang), o Coreano sudorientale è un dialetto della lingua coreana della regione di Yeongnam, che include anche la provincia settentrionale e meridionale di Gyeongsang, come Jixi e Harbin nel nord-est della Cina e a Sachalin in Russia.
Esistono approssimativamente 10 milioni di parlanti. A differenza del coreano standard, la maggior parte delle varietà di dialetti di Gyeongsang sono tonali in maniera simile al coreano medio.
Un parlante di nascita può distinguere il dialetto di Taegu da quello dell'area di Pusan-Ulsan, sebbene la prima città sia a meno di 100 km dalle altre due.
Le forme dialettali sono relativamente simili lungo il fiume Nakdong ma sono diverse vicino Busa e Ulsan, Jinju e Pohang come lungo il versante orientale del Monte Jirisan.